# Station Krekling
Station Krekling is een station in Krekling in de gemeente Øvre Eiker  in  Noorwegen. Het station ligt aan Sørlandsbanen. In 1994 werd het personenvervoer beëindigd.